# Ryōan-ji
Ryōan-ji (竜安寺 / 龍安寺, littéralement « Temple du repos du dragon ») est un temple zen situé dans le nord-ouest de Kyōto, construit au xvie siècle, à l'époque de Muromachi. Il fait partie du Patrimoine mondial de l'UNESCO, étant l'un des monuments historiques de l'ancienne Kyoto. Le temple appartient à l'école Myōshin-ji de la branche rinzai du bouddhisme zen. Le site du temple appartenait à l’origine au clan Fujiwara.

## Temple
Le temple a été fondé en 1450 par Hosokawa Katsumoto. Détruit lors de la guerre d'Onin par un incendie, il est rebâti par son fils, Hosokawa Masamoto, à partir de 1488. Après un nouvel incendie en 1797, le temple est profondément remanié.

## Jardin de pierres
Pour beaucoup, le nom du temple évoque son célèbre jardin de pierres, de style karesansui, qui est considéré comme l’un des chefs-d’œuvre de la culture zen japonaise.
Le jardin a été construit à la fin du XVe siècle ou au début du xvie siècle, entre 1499 et 1507. Sa superficie est d'environ 200 mètres carrés. Il est entouré au sud et à l'ouest d'un muret couvert d'un toit de tuiles, à l'est d'un autre muret, et au nord d'une véranda en bois derrière laquelle se trouve le hōjō (les appartements du supérieur du temple). À l'extérieur se trouvent des érables et des pins rouges qui n'étaient sans doute pas présents à l'origine. La construction sur un terrain plat est une nouveauté à l'époque. Quinze pierres, entourées de mousse, y sont disposées en groupes, d'est en ouest, de cinq, de deux, de trois, de deux puis de trois. Le petit nombre de pierres est aussi une nouveauté par rapport aux autres jardins secs de la même période : celui du Daisen-in par exemple en compte plus de cent, sur une surface deux fois plus petite. Le jardin de pierres du Ryōan-ji appartient à la catégorie des « jardins de néant » (mutei).
La paternité du jardin a été attribuée diversement à Hosokawa Katsumoto ou au peintre Sōami. Ces attributions sont probablement légendaires. Sur l'une des pierres du jardin sont gravés les noms de deux kawaromono (ja) (une sorte d'intouchables japonais) : Kotarō et Hiko(?)jirō. On sait par ailleurs qu'un Kotarō et un Hikojirō ont travaillé au jardin du Shōsenken (au monastère Shōkokuji) dans les années 1490-1491. Aussi ces deux personnes pourraient bien être les véritables auteurs du jardin de pierres du Ryoanji.
Les pierres ont été disposées de telle sorte qu’il ne soit pas possible de voir les quinze pierres à la fois d’où que se trouve l’observateur.
Le jardin se compose simplement d’un lit de fins graviers de kaolin harmonieusement ratissés. Le kaolin ratissé symbolise l’océan, les rochers, eux, figurent les montagnes.

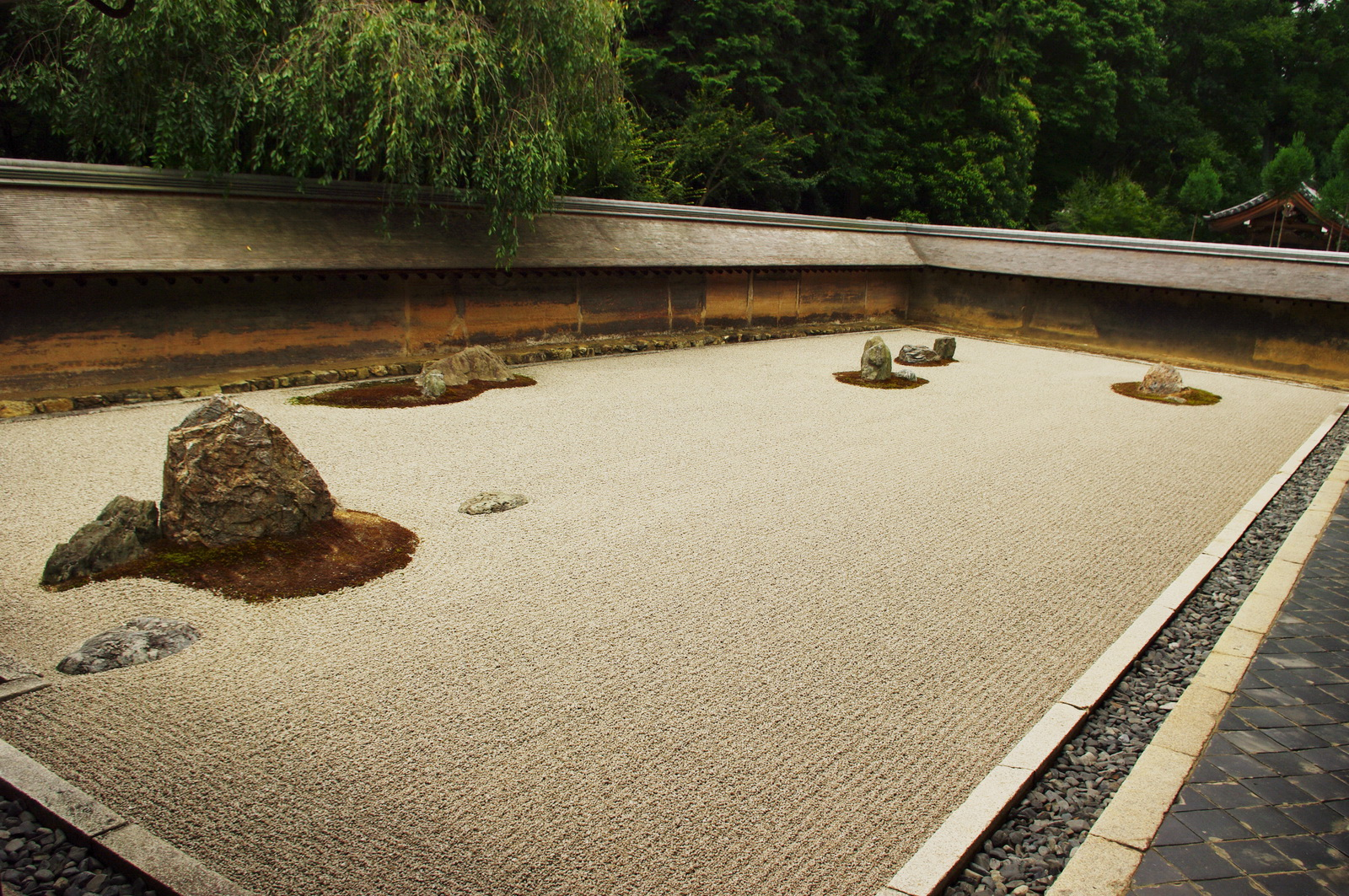
Vue d'ensemble du jardin sec.
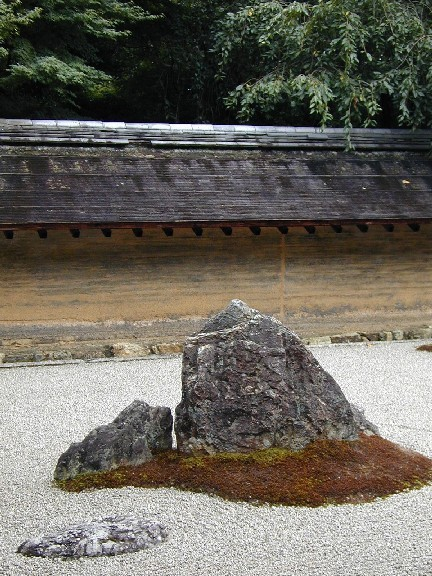
Le mur d'argile, qui est souillé par l'âge avec des tons brun et orange subtils, reflète wabi, le jardin de pierres sabi[6].

## Tsukubai

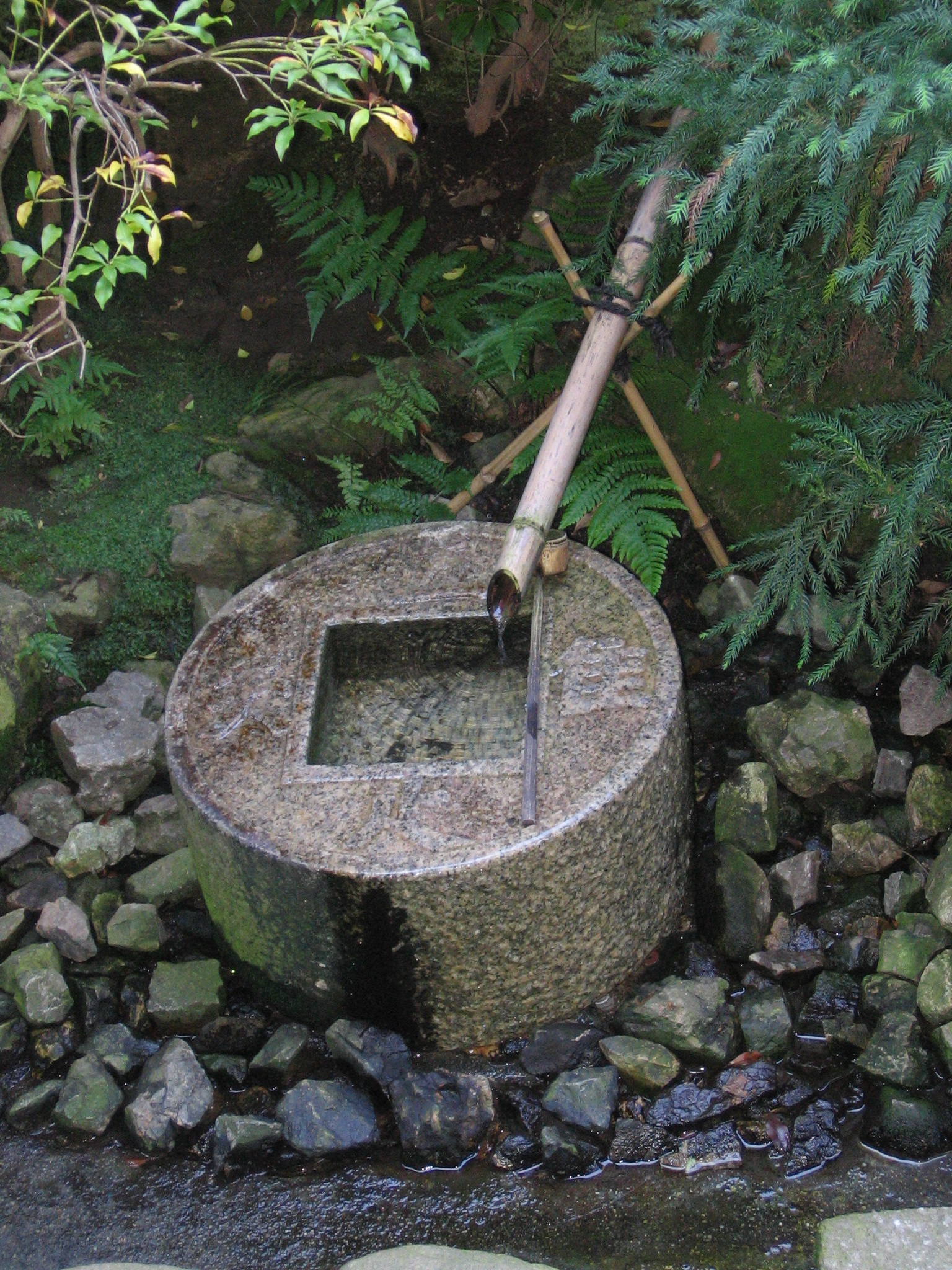
Tsukubai.

Le tsukubai constitue l’autre intérêt du temple. Le bassin de forme carré fait référence au kanji 口 (kuchi) qui signifie « bouche ». De chaque côté du carré est gravé un signe qui, associé à 口 donne à chaque fois un nouveau kanji : 吾, 唯, 足, 知. Associés, on obtient la phrase « Ware, tada taru wo shiru », « Je connais seulement la satisfaction » (sous-entendu, je n’ai pas beaucoup), un concept cher à la mouvance zen du bouddhisme.

## Lac
Devant les bâtiments du temple se trouve un lac, souvent éclipsé par la renommée du jardin de pierres. Une île avec un petit autel s’y trouvent à laquelle on accède par un pont en passant sous un torii.

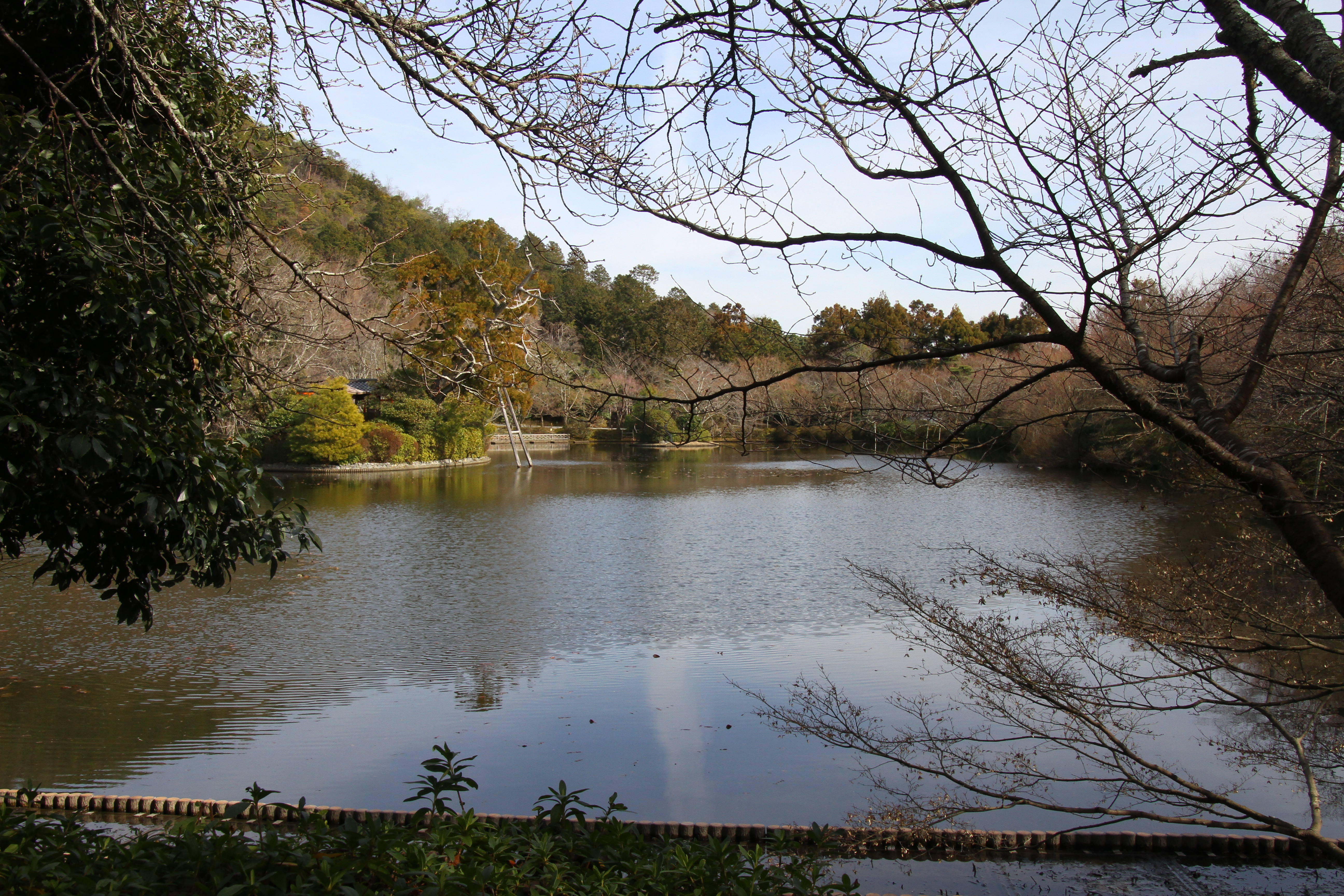
Pièce d'eau
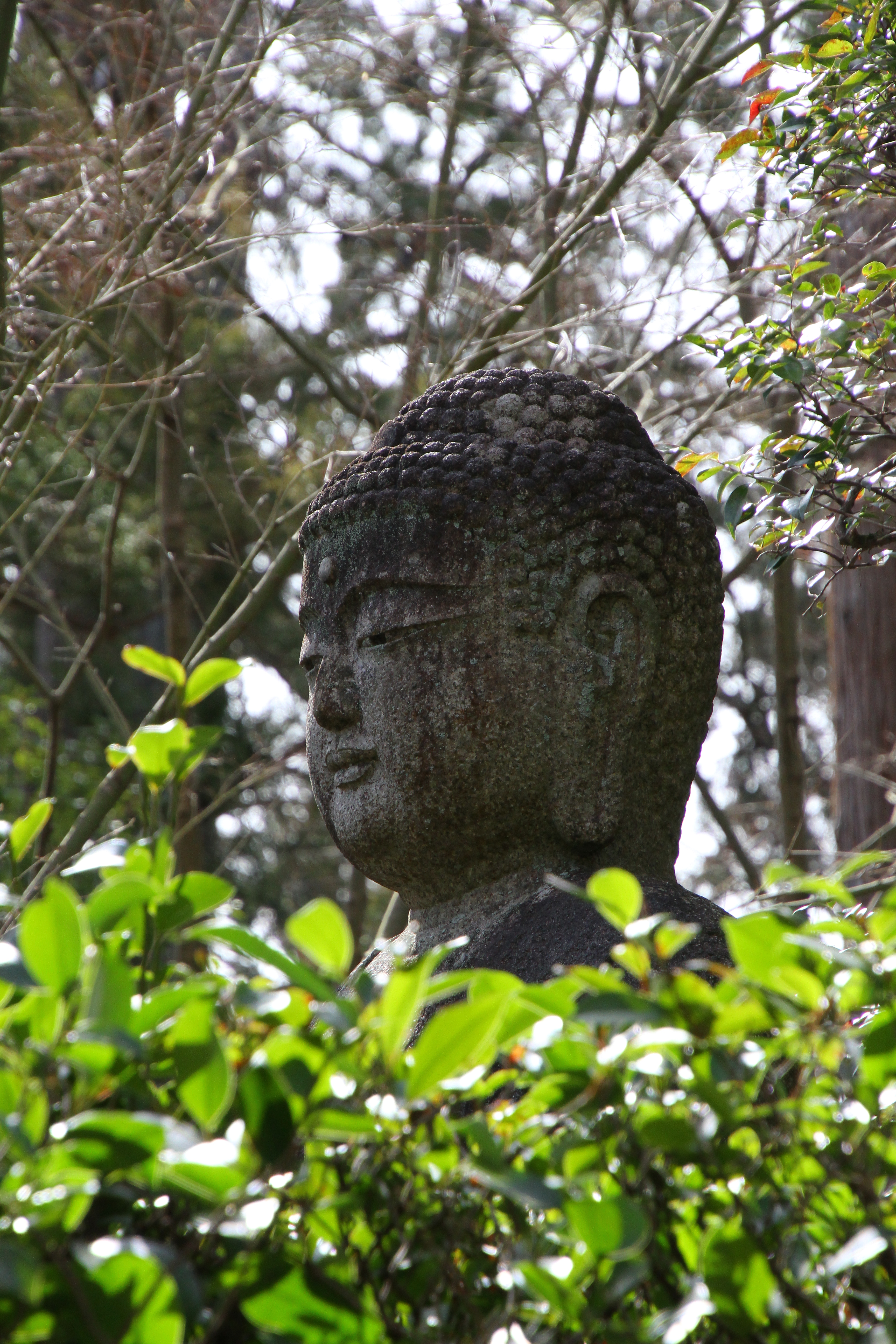
Statue de Bouddha
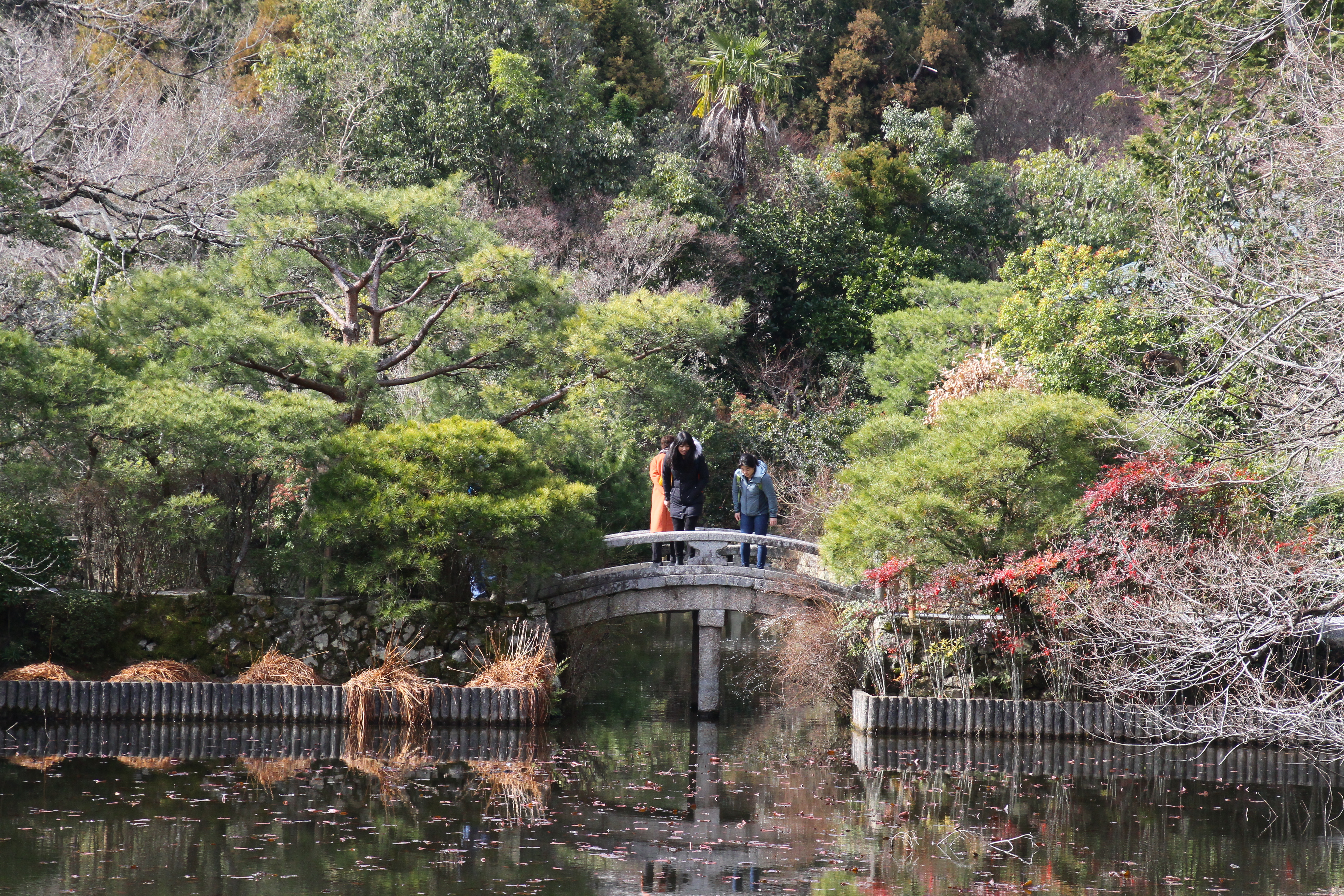
Le petit pont

## Images

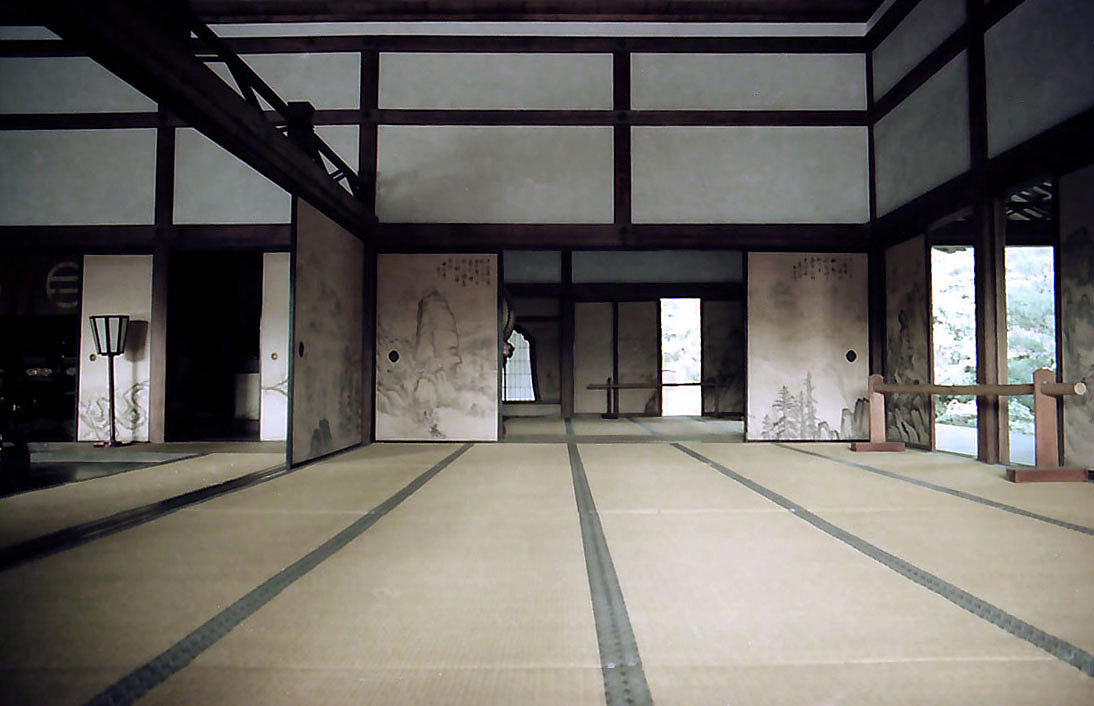
Salle du temple avec portes à coulisse.

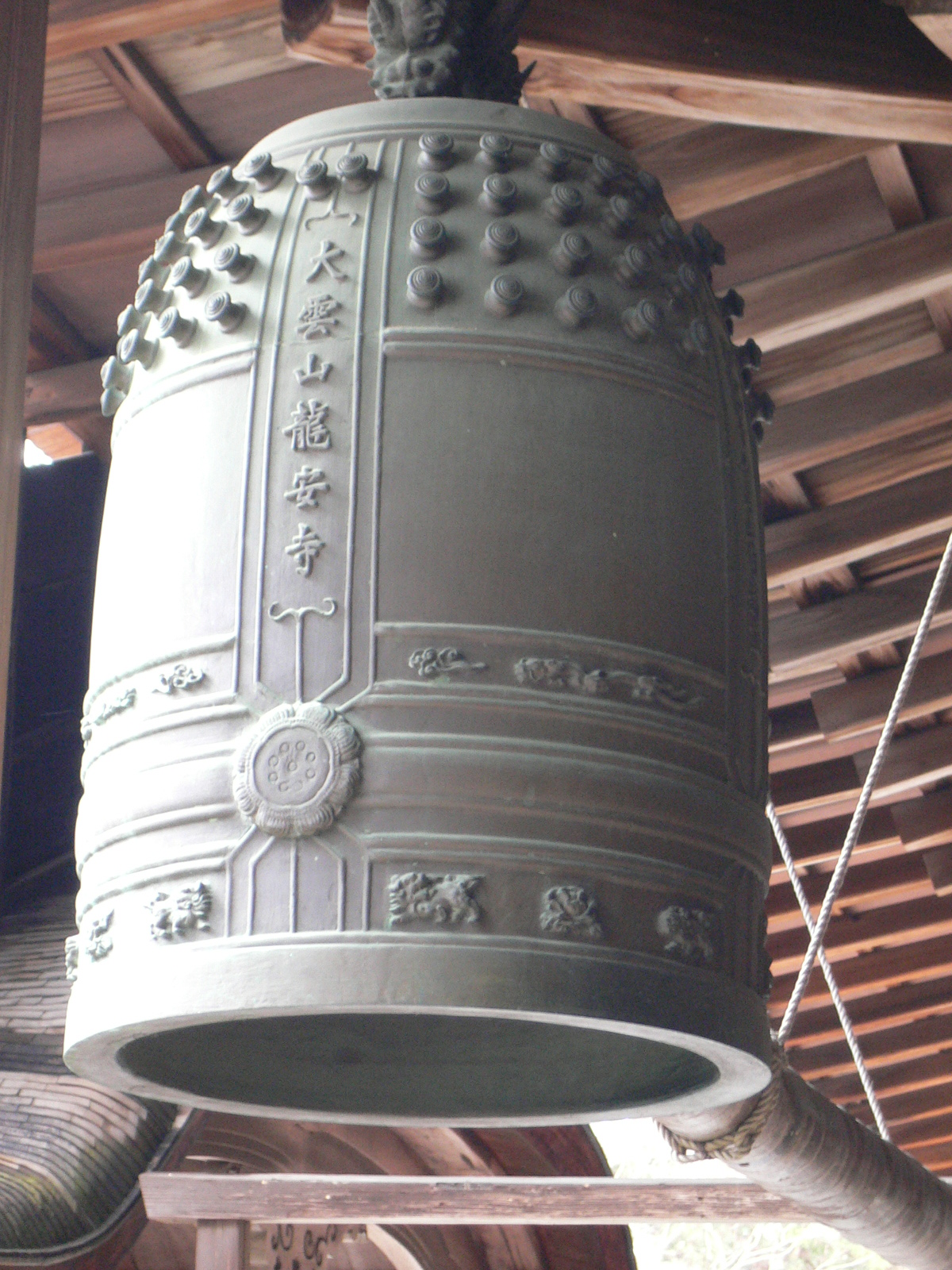
Gong du temple de Ryōan-ji.
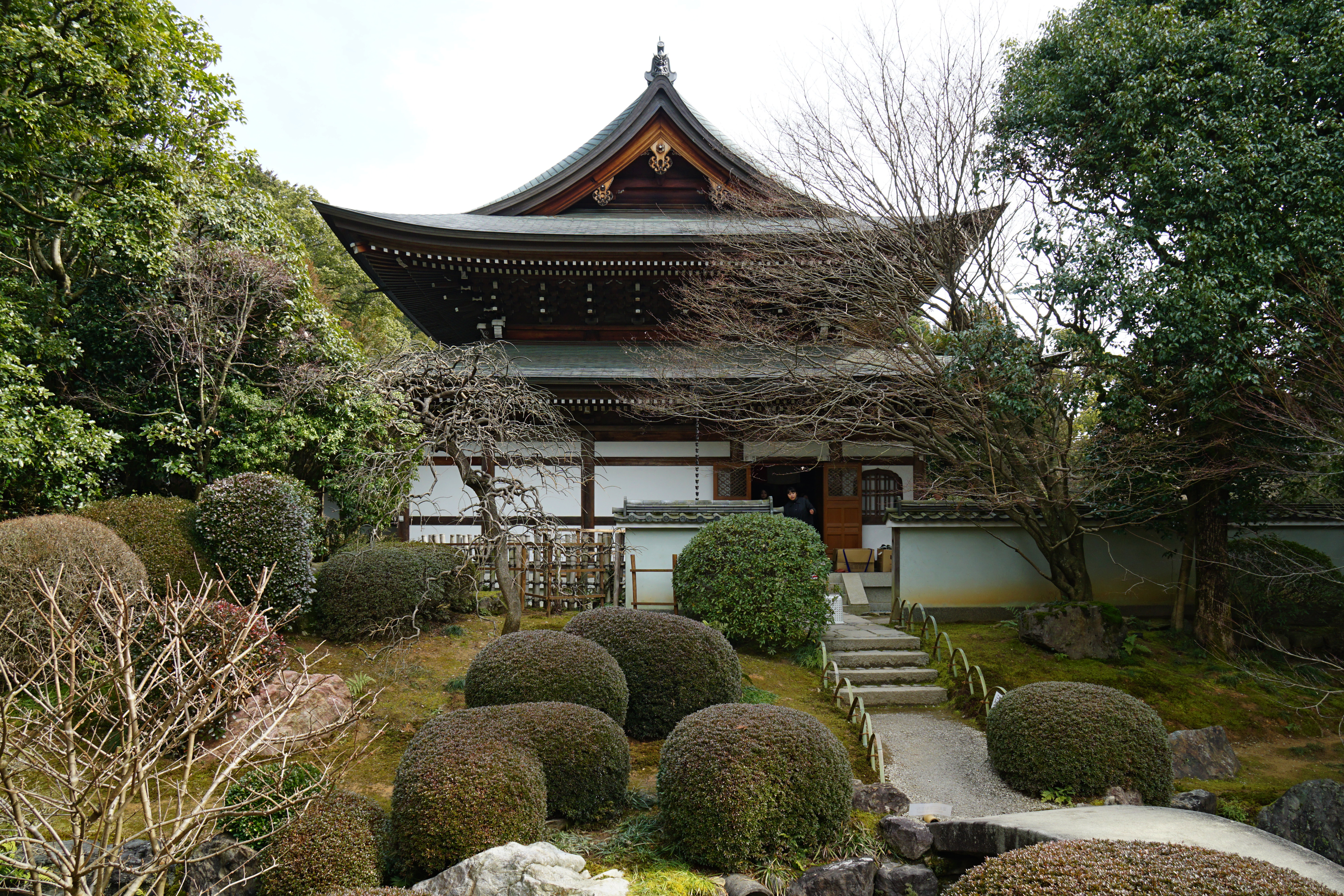
Butsuden du temple.
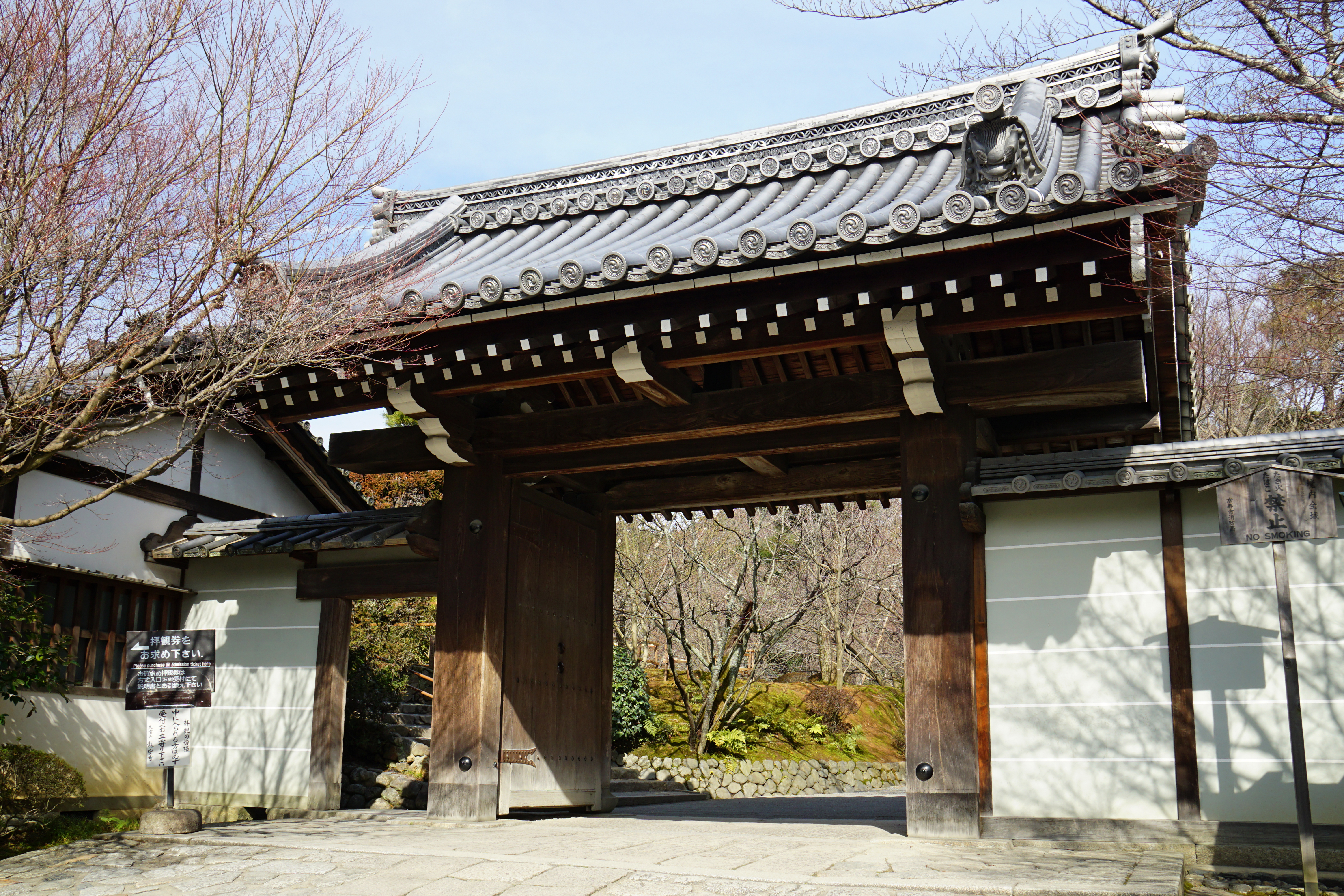
San-mon (porte) du temple.
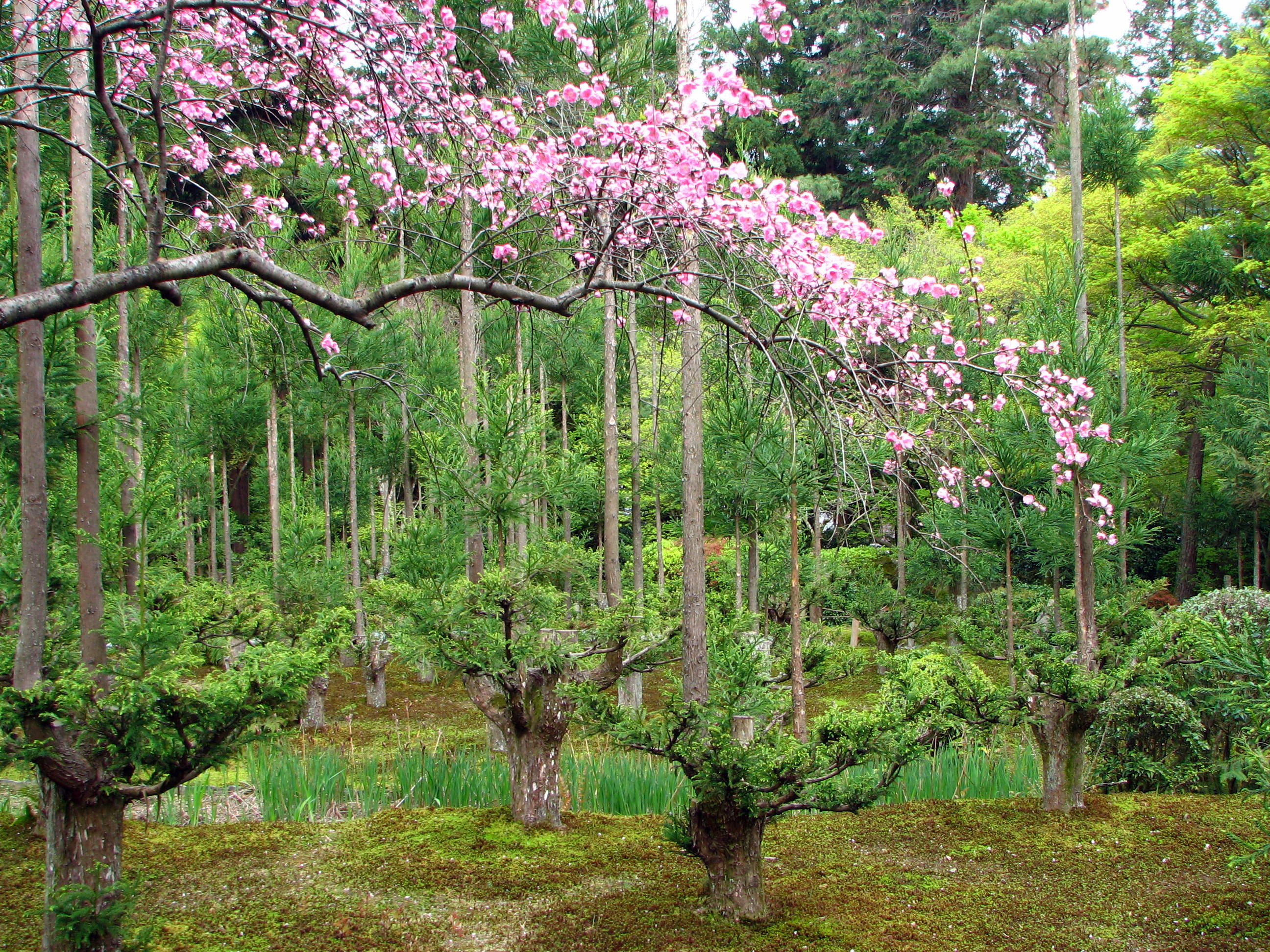
Jardins du Ryōan-ji.
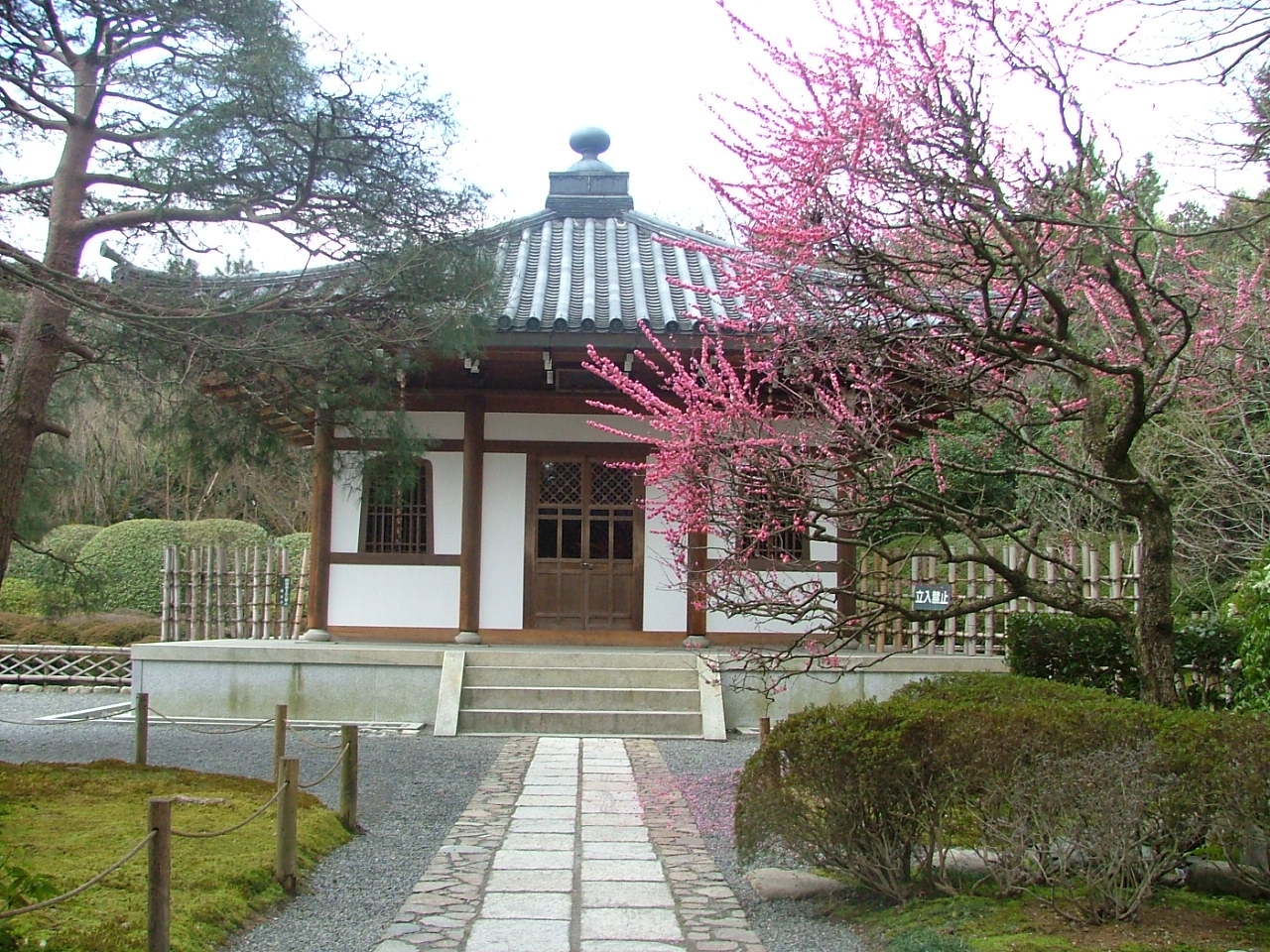
Temple de Ryōan-ji.

## Dans les arts
Le Ryōan-ji a été une source d'inspiration dans l'art contemporain. Ainsi, John Cage compose, entre 1983 et 1985, Ryoanji. La même année, David Hockney réalise une série photographique en effectuant un parcours autour du jardin sec. En 2014, Grégory Chatonsky crée The Missing Place, une installation qui survole le jardin.